# Cottbus (stacja kolejowa)
Cottbus Hauptbahnhof – stacja kolejowa w Chociebużu, w Brandenburgii w Niemczech. Znajduje się tu 6 peronów oraz 12 torów. Jest to największa (do 2000 roku jedyna) stacja kolejowa w mieście. Do głównych połączeń obsługiwanych przez stację należy linia Chociebuż (Cottbus) – Berlin.
Na stacji znajdują się dwujęzyczne tablice z nazwą miasta w języku niemieckim oraz dolnołużyckim (Chośebuz). W języku dolnołużyckim nazwa miasta poprawnie zapisywana jest jednak jako Chóśebuz.